# Infocentrum Třinec

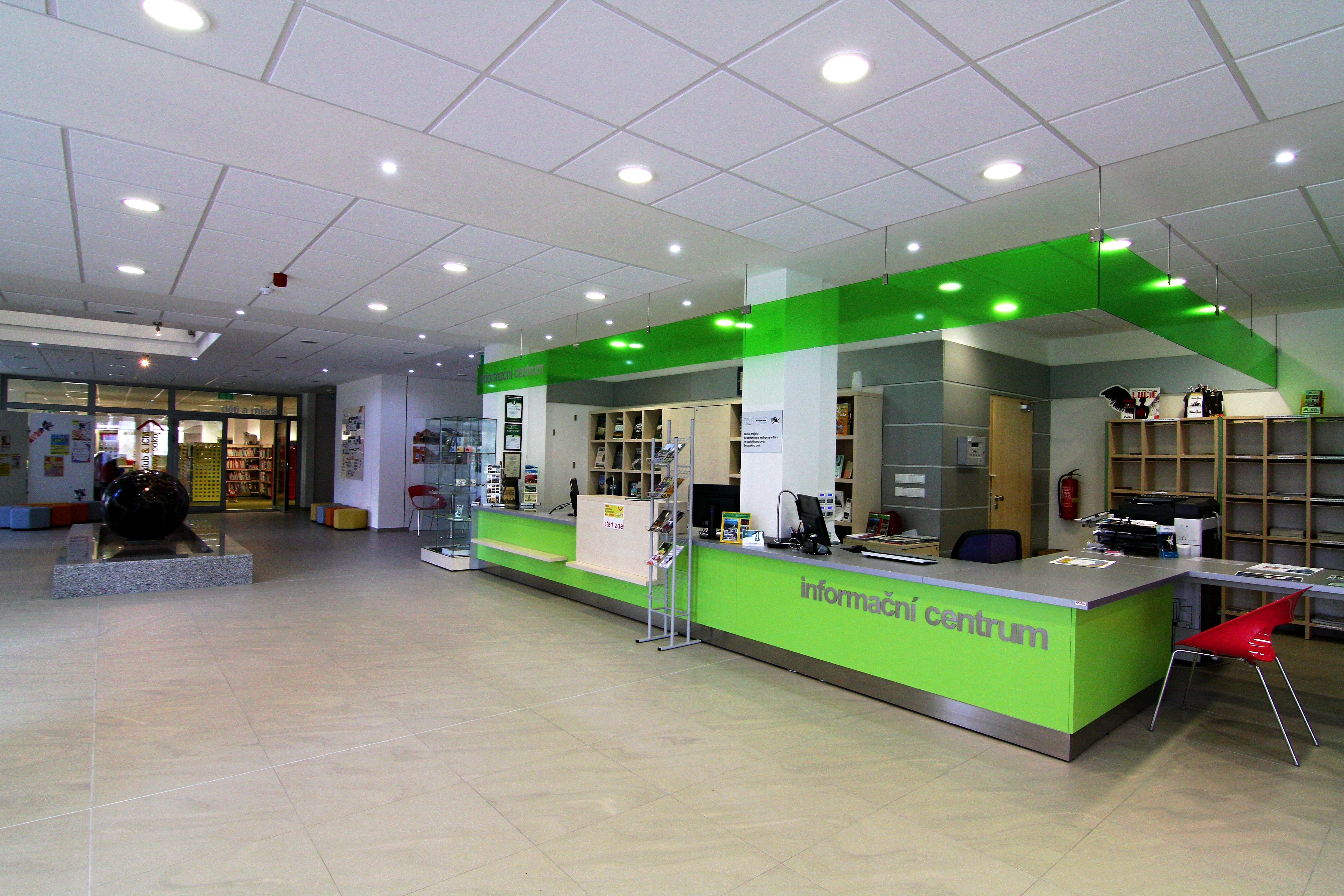
Infocentrum v Třinec v budově knihovny

Infocentrum Třinec (IC) je turistické informační centrum v Třinci, které provozuje Knihovna Třinec.
Základní funkcí městského informačního centra je poskytování bezplatných veřejných informačních služeb. Nadstavbou klasického turistického informačního centra, které se zaměřuje na turistické informace a informace o cestovním ruchu, poskytuje městské informační centrum informace občanské, tzn. že slouží nejen návštěvníkům, ale také obyvatelům města.
V rámci poslání infocentrum shromažďuje informace a vytváří komplexní informační databázi města.

Infosystém obsahuje turistické, kulturní a všeobecné informace:
- o městě a okolí, jeho atraktivitách
- o ubytovacích a stravovacích možnostech
- o dopravě
- o obchodní síti
- o kulturních, sportovních programech a dalších akcích podle zaměření regionu.

Informace uložené v databázi jsou přístupné veřejnosti všemi dostupnými formami – verbálně, telefonicky, mailem nebo prostřednictvím tiskovin. Permanentní celoroční informovanost je zajištěna prostřednictvím vlastních průběžně aktualizovaných internetových stránek.
Připravuje návrhy na tvorbu propagačních materiálů města, prezentuje město na veletrzích turismu a cestovního ruchu a s okolními infocentry spolupracuje na projektech napomáhajících rozvíjení a propagace nového projektu turistického regionu Těšínské Beskydy.

## Certifikáty
MIC je oficiálním členem Asociace turistických informačních center České republiky (A.T.I.C.) a certifikovaným informačním centrem ČR podle normy jakosti ISO. Tento certifikát přiděluje Česká centrála cestovního ruchu – CzechTourism.